# Askold (Insel)
Askold, russisch Остров Аскольд, ist der Name einer Insel in Russland. Sie liegt in der Peter-der-Große-Bucht im Japanischen Meer. Sie liegt 6,7 km südlich des Festlandes bei Mys Maidelja (Мыс Майделя) sowie 44 Kilometer südöstlich von Wladiwostok. 
Die Insel hat eine Ausdehnung von sechs Kilometern von Nord nach Süd und ist fast ebenso breit. Im Süden befindet sich eine größere, 1800 Meter breit und 1600 Meter tiefe Einbuchtung, die Najesdnikbucht (Buchta Najesdnik, Бухта Наездник).
An der Südspitze Mys Jelagina (Мыс Елагина) befindet sich ein Leuchtturm.
Verwaltungsmäßig gehört die Insel zum Rajon Schkotowski (Шкотовский Район) der Region Primorje im Föderationskreis Ferner Osten.